# Manuscrit du Roi

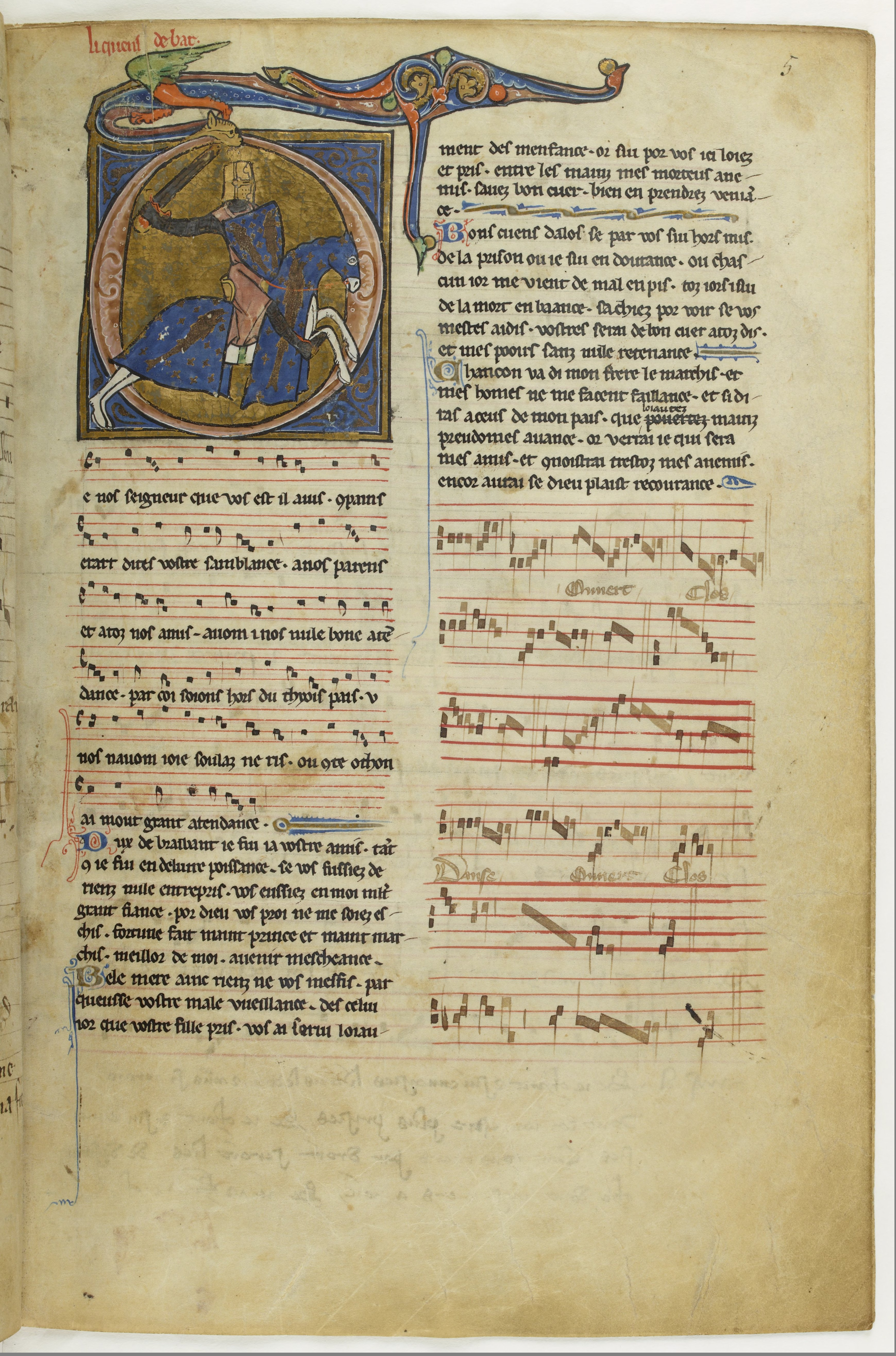
Seite des Manuscrit du Roi (französische Nationalbibliothek)

Das Manuscrit du Roi oder auch Chansonnier du Roi (zu deutsch: Königsmanuskript bzw. königliches Liederbuch) ist eine mittelalterliche französische Liederhandschrift aus der Mitte des 13. Jahrhunderts. Sie ist als Manuscrit Français 844 in der französischen Nationalbibliothek archiviert.
Das Manuskript beinhaltet mehr als 600 Lieder, die größtenteils zwischen dem späten 12. Jahrhundert und frühen 13. Jahrhundert komponiert wurden. Einige wurden von berühmten Trobadoren und Trouvères geschrieben, wie beispielsweise von Guiot de Dijon und Richard de Fournival, während andere anonym verfasst worden sind. Der Auftraggeber des Liedbuches war vermutlich Karl I. von Anjou, der es möglicherweise Wilhelm II. von Villehardouin, dem Fürsten von Achaia, schenken wollte. 1270 ging es wieder zurück in den Besitz von Karl I.
Heute ist der Erhaltungszustand des Manuskripts schlecht. 18 Seiten gingen verloren und einige dekorative Elemente wurden herausgeschnitten, dennoch bleibt es ein bedeutendes Zeugnis der Musik des Mittelalters.
Jordi Savall hat 2007 im katalanischen Kloster Santes Creus Stücke aus dieser Handschrift aufgeführt und aufgenommen.